# Namakia
 (octobre 2024).
Si vous disposez d'ouvrages ou d'articles de référence ou si vous connaissez des sites web de qualité traitant du thème abordé ici, merci de compléter l'article en donnant les références utiles à sa vérifiabilité et en les liant à la section « Notes et références ».
Namakia est un village malgache situé au sein du district de Mitsinjo, dans la commune de Matsakabanja.

## Économie
Le village vit principalement de la production de sucre, de rhum, de riz, ainsi que de ses activités de pêche, incluant la capture de crabes et de crevettes. 
Namakia dispose d'un port par lequel de nombreux produits sont expédiés pour approvisionner Mahajanga et d'autres régions.